# René Domingo
René Domingo (* 28. Dezember 1928 in Sourcieux-les-Mines, Département Rhône; † 13. Juni 2013 in Clermont-Ferrand) war ein französischer Fußballspieler, der seine gesamte Karriere über für die AS Saint-Étienne spielte und ein Mal für die Nationalelf seines Landes auflief.

## Vereinskarriere
Der 179 Zentimeter große defensive Mittelfeldspieler Domingo, der in der Nähe von Lyon geboren wurde, wuchs in der Auvergne als Kind einer Bergarbeiterfamilie auf. Beim in der Region beheimateten Amateurverein CCA La Combelle begann er mit dem Fußballspielen und hatte den späteren Nationalspieler François Ferry als Teamkameraden. Im Rahmen eines Jugendauswahlspiels in Saint-Étienne wurden sowohl Domingo als auch Ferry vom Erstligisten AS Saint-Étienne entdeckt und im Mai 1949 von Verantwortlichen des Vereins zu einem Wechsel überzeugt. Domingo hatte zunächst gezögert, da sein Vater an einer unheilbaren Krankheit litt, doch letztlich war es gerade der Vater, der seinem Sohn zur Annahme des Angebots riet. Entsprechend stand der damals 20-Jährige zu Beginn der Saison 1949/50 im Kader der Erstligaelf von Saint-Étienne. Am 23. Oktober 1949 gelang ihm bei einer 2:6-Niederlage gegen den FC Sochaux sein Debüt in der höchsten landesweiten Liga, wenngleich er für seine Leistung vor allem seitens der Presse anschließend kritisiert wurde. Im weiteren Verlauf der Spielzeit erhielt er von Trainer Ignace Tax eine zweite Chance, trat erheblich besser auf und wurde mit der Zeit zum festen Bestandteil der ersten Elf. 
1950 kam mit Jean Snella ein Trainer nach Saint-Étienne, der dieses Amt langjährig bis 1959 ausübte und dabei durchgehend auf Domingo vertraute. Nach kurzer Zeit bot er dem Spieler die Kapitänsbinde an, die Domingo fortan über viele Jahre trug. 1955 gehörte er der Elf an, die durch ein 2:0 gegen die UA Sedan-Torcy mit der Coupe Charles Drago den zweitwichtigsten Pokalwettbewerb des Landes gewann. Die Mannschaft entwickelte sich zunehmend in einem Spitzenteam, was 1957 zum Gewinn der Meisterschaft führte. Damit war Domingo der Kapitän einer Elf, die den ersten Meistertitel der Vereinsgeschichte holte. Dieser berechtigte Saint-Étienne zudem zur Teilnahme am Europapokal der Landesmeister 1957/58 und brachte dem Akteur somit sein Debüt auf europäischer Ebene ein, auch wenn bereits die erste Runde das Ausscheiden mit sich brachte. Ebenfalls in der Spielzeit 1957/58 erreichte Domingo, der trotz seiner defensiven Ausrichtung regelmäßig für Torgefahr sorgte, mit sechs Treffern seine beste Saisonausbeute. In den nachfolgenden Jahren blieb er sowohl auf seiner Position im defensiven Mittelfeld als auch in seiner Rolle als Kapitän unangefochten und war der Anführer einer Mannschaft, die den Einzug ins nationale Pokalfinale 1960 schaffte. Durch eine 2:4-Niederlage gegen die AS Monaco endeten jedoch die Hoffnungen auf einen Titelgewinn. 
Das Jahr 1962 erwies sich für Saint-Étienne als schicksalshaft, da die Mannschaft nicht nur in die zweite Liga abstieg, sondern auch den Einzug ins Pokalendspiel dieses Jahres vollbrachte und durch ein 1:0 gegen den FC Nancy die Trophäe erobern konnte. Domingo blieb dem Verein trotz allem treu und trat den Gang in die Zweitklassigkeit an. 1963 gelang ihm und seinen Kollegen als Zweitligameister der direkte Wiederaufstieg. Trotz seines Alters von 34 Jahren war er weiterhin fest gesetzt und trug die Kapitänsbinde, als sich der Aufsteiger gegen Ende des Jahres 1963 an der Tabellenspitze festsetzen konnte. Am 19. Januar 1964 wurde er bei einer Begegnung gegen die US Valenciennes-Anzin von seinem Gegenspieler Bolec Kocik in einem Zweikampf in der 15. Spielminute so getroffen, dass er einen doppelten Beinbruch erlitt. Hinzu kam, dass sich der Bruch nach einer ersten Operation in Valenciennes verschob und ein zweiter Eingriff notwendig wurde. Für den damals 35-Jährigen bedeutete die Verletzung nach 423 Erstligapartien mit 37 Toren und 35 Zweitligapartien mit einem Tor das erzwungene Ende seiner Laufbahn. Weil sich seine Teamkameraden auf dem ersten Tabellenrang halten konnten, durfte er 1964 zum zweiten Mal den Gewinn der nationalen Meisterschaft für sich verbuchen. Mit seinen 423 Einsätzen in der obersten Spielklasse ist Domingo nach 15 Jahren bei Saint-Étienne der Spieler des Vereins mit den meisten Erstligaeinsätzen.

## Nationalmannschaft
Domingo war 28 Jahre alt, als er am 27. November 1957 bei einer 0:4-Niederlage gegen England zu seinem Debüt für die französische Nationalmannschaft kam. Das Freundschaftsspiel blieb sein einziger Einsatz im Trikot seines Landes.

## Späteres Leben
Im Anschluss an sein Karriereende 1964 blieb der frühere Profi Saint-Étienne für einen Zeitraum von vier Jahren als Trainer der zweiten Mannschaft erhalten. Domingo, der den Spitznamen „Bill“ trug, ließ sich später an der Côte d’Azur nieder. Er starb 2013 in seiner Heimatregion Auvergne.